# PHF12
PHF12‏ (PHD finger protein 12) هوَ بروتين يُشَفر بواسطة جين PHF12 في الإنسان.

## التفاعل
لقد ثبت أن PHF12 يتفاعل مع SIN3A.